# Bailleulmont
Bailleulmont è un comune francese di 255 abitanti situato nel dipartimento del Passo di Calais nella regione dell'Alta Francia.
Il territorio comunale ospita le sorgenti del fiume Crinchon.

## Società

### Evoluzione demografica
Abitanti censiti